# Шакар, Зафер
Зафе́р Шака́р (тур. Zafer Şakar; 25 сентября 1985, Акчадаг, Малатья, Турция) — турецкий футболист, нападающий, выступавший за многие турецкие клубы, среди которых: «Галатасарай», «Денизлиспор», «Самсунспор», «Бейлербей», «Болуспор», «Диярбакырспор», «Гюнгёренспор» и «Газиантеп». Зафер — воспитанник футбольной школы «Галатасарая».

## Клубная карьера
Начал играть в футбол в футбольной школе «Гюнгёренспора» в 1996 году. Пробыв там 4 года, привлёк внимание скаутов «Галатасарая», куда вскоре перебрался. В общей сложности провёл в столичной команде 10 лет, из которых 5 в молодёжном первенстве и 4 года в аренде в различных клубах низших турецких дивизионов. В основе «львов» провёл всего 4 игры. Это не помешало ему стал победителем национального кубка, в 2005 году, в составе жёлто-красных.

## Карьера в сборной
Шакар выступал за юношескую сборную на Евро 2004, где его команда завоевала серебро. Также играл за молодёжную команду в 2005 году, на чемпионате мира в Голландии. Там сборная Турции дошла до 1/8 финала.

## Достижения
- Победитель Кубка Турции: 2004-05
- Вице-чемпион Европы среди юношей (до 19 лет): 2004